# ModelSim
ModelSim és un entorn multi-llenguatge de Siemens (desenvolupat anteriorment per Mentor Graphics) per a la simulació de llenguatges de descripció de maquinari com VHDL, Verilog i SystemC, i inclou un depurador C integrat. ModelSim es pot utilitzar de manera independent, o conjuntament amb Intel Quartus Prime, PSIM, Xilinx ISE o Xilinx Vivado. La simulació es realitza mitjançant la interfície gràfica d'usuari (GUI) o automàticament mitjançant scripts.

## Edicions
Els productes de simulació de Mentor HDL s'ofereixen en diverses edicions, com ara ModelSim PE i Questa Sim.
Questa Sim ofereix capacitats de depuració avançades i d'alt rendiment, mentre que ModelSim PE és el simulador de nivell d'entrada per a aficionats i estudiants. Questa Sim s'utilitza en grans dissenys de portes de diversos milions i és compatible amb Microsoft Windows i Linux, en arquitectures de 32 i 64 bits.
ModelSim també es pot utilitzar amb MATLAB/Simulink, utilitzant Link per ModelSim. Link for ModelSim és una interfície de co-simulació bidireccional ràpida entre Simulink i ModelSim. Per a aquests dissenys, MATLAB proporciona un conjunt d'eines de simulació numèrica, mentre que ModelSim proporciona eines per verificar la implementació del maquinari i les característiques de temporització del disseny.

## Suport de llenguatges
ModelSim utilitza un nucli unificat per a la simulació de tots els idiomes compatibles, i el mètode de depuració del codi C incrustat és el mateix que VHDL o Verilog.
Els productes ModelSim i Questa Sim permeten la simulació, la verificació i la depuració dels idiomes següents:
- VHDL
- Verilog
- Verilog 2001
- SystemVerilog
- PSL
- Sistema C